# Реймънд Ф. Джоунз
Реймънд Ф. Джоунз (на английски: Raymond F. Jones) е американски писател на произведения в жанра научна фантастика и романтичен трилър.

## Биография и творчество
Реймънд Фишър Джоунз е роден на 15 ноември 1915 г. в Солт Лейк Сити, Юта, САЩ. Завършва радиотехника в колежа. После работи като монтажник на оборудване за телефонни централи за „Western Electric“. През 1940 г. се жени за Илейн Кимбъл. По време на Втората световна война е в инженерния отдел на радио „Bendix“ в Балтимор. След демобилизацията се връща във Финикс. Докато е в армията, започва да пише за забавление.
Първият му разказ, „Test of the Gods“ (Тест на боговете), е публикуван през 1941 г., а първият му роман, „Renaissance“, е издаден през 1944 г.
Най-успешният период от писателската му кариера е през 40-те, 50-те и 60-те години. Неговите истории са публикувани главно в списания като „Thrilling Wonder Stories“, „Astounding Stories“ и „Galaxy“ – истории за чудеса, поразителни светове и цивилизации.
Разказът му „The Alien Machine“ (Машината за извънземните), публикуван 1949 г., е разгърнат впоследствие в романа „This Island Earth“ (Този остров Земя) от 1952 г., с който е най-известен, и който през 1955 г. е адаптиран в едноименния филм. Заедно с разказите „Покривът на тайната“ и „По-големият конфликт“ съставлява трилогията „Инженерите на мира“, с участието на героя Кал Мийчъм.
Разказът му „Нивото на шума“ от 1952 г. се счита за една от най-добрите му творби.
Редовен сътрудник е на списание „Astounding Science Fiction“ заедно с една голяма група писатели, повлияни от редактора на списанието Джон Кембъл.
Реймънд Ф. Джоунз умира на 24 януари 1994 г. в Санди, Юта, САЩ.

## Произведения
Самостоятелни романи
- Renaissance (1944) – издаден и като „Man of Two Worlds“
- The Alien (1951)
- This Island Earth (1952)
- The Secret People (1956) – издаден и като „The Deviates“
- The Year When Stardust Fell (1958)
- The Cybernetic Brains (1962)
- Syn (1969)
- Moonbase One (1971)
- Renegades of Time (1975)
- The King of Eolim (1975)
- The River and the Dream (1977)
- Weeping May Tarry (1978) – с Лестър дел Рей

### Серия „Рон Барън“ (Ron Barron)
1. Son of the Stars (1952)
2. Planet of Light (1953)

### Новели
- Cubs of the Wolf (1955)
- The Great Gray Plague (2009)
- The Memory of Mars (2010)
- Human Error (2010)
- The Colonists (2011)
- The Unlearned (2011)
- The Martian Circe (2013)

### Разкази
- Test of the Gods (1941)
- Correspondence Course (1945)
- The Person from Porlock (1947)
- The Alien Machine (1949)
- Noise Level (1952)
Нивото на шума, Списание „Наука и техника за младежта“ (1965), прев. 
Филтрите на интелекта, Списание „Наука и техника“ (1972), прев.
- This Island Earth (1952)
- Intermission Time (1953)
- The Moon is Death (1953)
- The Non-Statistical Man (1956)
- The Gardener (1957)
- Rat Race (1966)

### Сборници
- The Non-Statistical Man (1964)
- SF Stories (2008)

### Документалистика
- Radar (1972)

### Екранизации
- 1952 Tales of Tomorrow – ТВ сериал, 1 епизод по разказа „The Children's Room“
- 1955 This Island Earth – по „The Alien Machine“
- 1962 Out of This World – ТВ сериал, 1 епизод по разказа „Divided We Fall“